# 예천 윤씨
예천 윤씨(醴泉尹氏)는 경상북도 예천군을 본관으로 하는 한국의 성씨이다. 시조는 고려에서 예빈시소윤(禮賓寺少尹)에 증직 추서(贈職 追敍)된 문관 윤충(尹忠)이다.